# Säbeltanz (Chatschaturjan)
Der Säbeltanz (armenisch Սուսերով պար, Suserov par) ist ein Satz aus dem Ballett Gayaneh des sowjetisch-armenischen Komponisten Aram Chatschaturjan. Die Uraufführung fand am 9. Dezember 1942 in Perm statt. Abhängig von der jeweiligen Interpretation hat der Säbeltanz lediglich eine Dauer von ca. 2:27 Minuten.
Er wird im Ballett beim Fest zur Wiedererrichtung des durch den feindlichen Anschlag zerstörten Baumwollspeichers getanzt. Während das Ballett außerhalb der Sowjetunion wenig bekannt war und auch heute in Armenien kaum Bekanntheit erlangt hat, wurde und wird der Säbeltanz dagegen häufig und gern in Konzerten gespielt, von zahlreichen Musikern des Jazz und der Popmusik gecovert und in vielen modernen Unterhaltungsmedien eingesetzt.

## Rezeptionen
Cor de Groot nahm am 20. November 1958 eine Jazz-Piano-Fassung hiervon auf. Die britische Bluesrockband Love Sculpture konnte sich mit ihrer – ebenso im temporeichen Presto vorgetragenen – Interpretation des Säbeltanzes nach Veröffentlichung im November 1968 in den britischen, bundesdeutschen und Schweizer Charts platzieren. In Deutschland sind die Interpretationen der Theo Schumann Combo (1969), von den Puhdys (1971, VÖ 2009), von electra (1976) sowie von Klaus Wunderlich (1983) bekannt. Der Säbeltanz kommt unter anderem in dem Spielfilm Scoop – Der Knüller von Woody Allen (2006) vor.
Besondere Bekanntheit erlangte das Stück in den 70er Jahren als Untermalung der Fernsehwerbung für Kosaken Kaffee.
Der Säbeltanz dient bis heute als beliebte musikalische Untermalung in unzähligen Cartoons und Trickfilmen. Er wird bevorzugt bei skurrilen, oft lächerlich anmutenden Verfolgungsjagden eingesetzt, allerdings dann nicht selten in gekürzter Fassung. Bekannte Trickfilmserien, die besonders in älteren Episoden den Säbeltanz spielen, sind unter anderem die Looney Tunes, ältere Micky-Maus-Cartoons und die Simpsons. Das Stück wird auch in Computerspielen eingesetzt, bekannte Beispiele hierfür sind unter anderem das Arcade-Spiel Road Runner von 1985 und das Computer-Rollenspiel Final Fantasy IV von 1991.
Billy Wilder nutzte den Säbeltanz zur Untermalung der Table-Dance Szene im Grand Hotel Potemkin im Film Eins, Zwei, Drei (1961).